# 섁뉴스
섁뉴스(Shacknews)는 비디오 게임 전반을 다루는 뉴스, 특집, 포럼을 운영하는 종합 웹사이트이다. 2014년 1월 게이머헙 컨텐트 네트워크가 매입한 후 현재까지 소유중이다.

## 역사
섁뉴스는 1996년 당시 20세였던 스티브 깁슨(닉네임 "스캐리 (Scary)")가 이드 소프트웨어의 발매 예정 게임 《퀘이크》에 대한 뉴스를 전하기 위해 창립했다.
2009년 2월 3일, 게임플레이가 섁뉴스의 모든 자산을 구입했다. 2014년 1월, 게이머헙 컨텐트 네트워크가 섁뉴스를 매입했으며 자매 사이트였던 파일섁은 운영중지됐다.